# Быстрец (приток Чёрного Черемоша)
Быстрец (укр. Бистрець) — река на Украине, в пределах Верховинского района Ивано-Франковской области. Левый приток Чёрного Черемоша (бассейн Дуная).

## Описание
Длина реки 13 км, площадь бассейна 62,3 км². Уклон реки 70 м/км. Река горного типа. Долина узкая и глубокая, в верхнем течении покрыта лесом. Русло слабоизвилистое, есть перекаты и водопады, дно каменистое, с галькой.

## Русло
Берёт начало к западу от села Быстрец, в межгорной котловине, к востоку от горных вершин Шпицы и Ребра. Течёт среди гор северо-восточной части массива Черногора сначала на северо-восток, далее — преимущественно на восток. Впадает в Чёрный Черемош к востоку от села Быстрец.

## Притоки
Притоки — горные ручьи.

## Населённые пункты
На реке расположено село Быстрец.